# 库瓦
库瓦（英語：Couva）是加勒比海岛国特立尼达和多巴哥特立尼达岛中西部的一座城镇，行政上由库瓦-塔瓦基特-塔尔帕罗地区管辖，位于西班牙港和查瓜纳斯南部和圣费尔南多和波因特福廷北部，总面积68.2平方公里，2011年人口48,858人。